# Modern Talking
Modern Talking fue un dúo alemán de música eurodisco. Integrado por el cantante Thomas Anders y el productor Dieter Bohlen se le considera, por número de ventas, el segundo grupo más exitoso en Alemania, acreditando más de 120 millones de discos vendidos, después del grupo de música rock Scorpions.Experimentaron su principal periodo de popularidad en la década de los años 1980.

## Carrera

### El comienzo de Modern Talking
En 1978 el productor y compositor Dieter Bohlen empezó a trabajar para la compañía discográfica Hansa. Bohlen consiguió más fracasos que éxitos hasta que empezó a actuar con un joven cantante llamado Bernd Weidung, de nombre artístico Thomas Anders. Así fue como Bohlen conoció a Thomas, aunque no tuvieron mucho éxito. Su siguiente proyecto era la esperanza de Bohlen para no ser despedido, por lo que requirió de la ayuda y colaboración de Luis Rodríguez Salazar, un reconocido productor español, especializado en sonido y musicalización. Dieter Bohlen aún no había conseguido un compañero para Thomas en el nuevo dúo, así que finalmente, por una cuestión de tiempo y exigencias de la discográfica, se incluyó él mismo para iniciar las presentaciones oficiales de la banda, formándose de esa manera el dúo Modern Talking. Su éxito vino cuando el videoclip fue emitido por la TV alemana.
Con la publicación de The 1st Album (1985) Modern Talking se volvieron rápidamente populares si bien en 1984 se publicó su canción de adelanto, «You're My Heart, You're My Soul», que se convirtió en un éxito de la música Europop. Alcanzaron el número uno de ventas en 35 países incluyendo su país de origen, donde estuvo en la cima durante seis semanas. La canción vendió ocho millones de copias en todo el mundo. El vídeo musical filmado en los estudios del recién lanzado canal de televisión RTL Plus en Luxemburgo contribuyó al éxito. «You're My Heart, You're My Soul» fue seguido por otro hit número uno «You Can Win If You Want». El disco fue certificado platino en Alemania.

"Yo estaba hablando con mi productor Dieter Bohlen. Entonces nosotros cantábamos en alemán y le comenté que me hacía ilusión cantar una canción en inglés. Él me respondió: “Vale pero no tenemos ninguna canción en inglés… pensaré en ello”. Él se fue de vacaciones y al volver yo estaba en el estudio para cantar mis nuevas canciones en alemán. Ya había grabado mi voz. Pero me habían sobrado tres o cuatro horas… y él me dijo: He escrito una canción y quizás nos de tiempo aún para cantarla. Y esa canción fue «You're My Heart, You're My Soul». Tardamos 15 minutos".
Thomas Anders (kissfm.es, 5 de octubre de 2022) 

### De 1985 a 1987: discos en cadena
El segundo álbum se llamó Let's Talk About Love (1985) y su sencillo «Cheri Cheri Lady» también alcanzó el número 1 por toda Europa. 

"Creo que teníamos melodías muy sencillas. Casi infantiles. Los más pequeños del colegio podían cantarlas. Yo mismo lo comprobé. Cuando mi hijo tenía 4 años y estaba en preescolar…yo escuché a sus compañeros en el recreo cantando «Cheri Cheri Lady». Era tan sencilla que los más pequeños podían cantarla. Creo que teníamos una buena producción, a nivel internacional. Y todo eso combinado con mi voz hacía una mezcla imbatible. Quizás sean estos los ingredientes para el éxito. No significa que sea una receta para que la use cualquiera. Pero nosotros lo hicimos".
Thomas Anders (kissfm.es, 5 de octubre de 2022) 

Con el tercer álbum Ready for Romance (1986) sucedió lo mismo que con sus álbumes predecesores ya que incluye algunas de las canciones más conocidas del dúo como el popular éxito «Brother Louie» que alcanzó el número 4 en el Reino Unido. el disco fue el segundo del dúo en llegar al número 1 en Alemania. «Atlantis Is Calling (S.O.S. for Love)» fue el quinto sencillo consecutivo del grupo en llegar al número 1 en Alemania. 

"Para ser honesto la primera vez que reflexioné sobre el éxito que Modern Talking y su música tenía, fue después de terminar todo el trabajo. Estábamos demasiado ocupados trabajando. Grabábamos cuatro álbumes al año; cuatro singles cada año y entre medias rodábamos videos. Estábamos de promoción. Viajábamos por toda Europa. Cuando te decían que habías entrado en las listas en Canadá o Vietnam…era ya como algo normal o familiar para la compañía de discos. Recuerdo un gran show de televisión en Alemania donde nos habían entregado sesenta o setenta premios y reconocimientos. Era tan grande todo esto para tu mente que no podías abarcarlo y reflexionar. Cuando después de todo ese tiempo tuve un momento para pensar dije “Oh Dios Mío. Esto es verdad. No puedo creerlo.” Aún hoy en día… cuando fui a Vietnam antes de la pandemia, en Hanoi, y la gente coreaba «Brother Louie» y «Cheri Cheri Lady»… eso me tocó, me emocionó. Porque no podía creer que …ese cuento de hadas se hubiese hecho realidad".
Thomas Anders (kissfm.es, 5 de octubre de 2022) 

De acuerdo a una férrea planificación Modern Talking grababa dos álbumes al año y de cada uno se promocionaban dos canciones. La fama comenzaba a hacer estragos en el joven cantante Thomas Anders, que llevaba a las grabaciones en los estudios a su novia la modelo Nora Balling. Surgieron conflictos personales con Dieter Bohlen y todo el equipo de músicos porque su carácter dominante perjudicaba las grabaciones y salidas en escena del grupo.
El cuarto álbum del grupo fue In the Middle of Nowhere (1986) que incluye los sencillos «Geronimo's Cadillac» número 3 en Alemania y número 1 en España, y «Give Me Peace On Earth», su primera balada editada como sencillo que solo consiguió un modesto puesto 29 en Alemania. Sin embargo el álbum llegó también al número 1. 
El quinto álbum Romantic Warriors (1987) pese a entrar al Top 5 en Alemania, no tuvo mucho éxito en comparación a sus antecesores. Los problemas entre Thomas y Dieter eran ya insostenibles, puesto que Thomas se negaba a viajar y a conceder entrevistas a la prensa, lo que propició la cancelación de una gira de conciertos por Estados Unidos. El sencillo «Jet Airliner» llegó al Top #7 en Alemania.
El contrato discográfico que Anders y Bohlen firmaron con Hansa los haría grabar un último álbum, llamado In the Garden of Venus (1987), que alcanzó ventas inferiores a sus predecesores y el sencillo «In 100 Years...» solo logró un pobre puesto #30 en los charts alemanes. Finalmente, tras su publicación, Modern Talking anunciaba su separación entre noticias de prensa que señalaban a Nora Balling como la culpable de la separación del dúo. Sin embargo el ritmo demasiado intenso de producción provocó cierta saturación entre los fanes y un agotamiento de ideas. En apenas tres años el grupo había grabado seis álbumes caracterizados por seguir una fórmula fija y sin darse tiempo a evolucionar. El sonido típico de Modern Talking, a pesar de ir incorporando algunas novedades como una mayor instrumentación, no evolucionaba según las modas, y a finales de la década de los 1980 perdió el interés entre el público. 

"Modern Talking cambió mi vida por completo. Con canciones como «You're My Heart, You're My Soul», «Cherie, Cherie, Lady» o «Brother Louie» me hice famoso en casi todo el mundo. Estoy muy agradecido por esta carrera".
Thomas Anders (revistaliterariaelgatonegro.com, 2021) 

### Desde 1987 hasta 1998
Después de que el dúo se separase en 1987 Dieter Bohlen continuó con otros proyectos con sus mismos músicos y arreglistas y junto al coproductor, cocreador y cerebro del característico sonido de Modern Talking: el productor español Luis Rodríguez Salazar del Studio 33. Su nuevo proyecto se llamó Blue System y obtuvo muy buenas posiciones en las listas con canciones como «Sorry Little Sarah», «My Bed Is Too Big», «Under My Skin», «Love Suite» y «Déjà Vu».Activa entre 1987 y 1997 el grupo pivotó en torno a Bohlen dejando 13 álbumes de larga duración.
Thomas Anders, por su parte, comenzó una trayectoria en solitario y grabó su nuevo material encuadrable dentro del pop entre Los Ángeles, Londres, y su país nativo. Como artista solista Anders interpretó conciertos en lugares como Moscú, Sun City, Hong Kong y Viña del Mar en los que interpretaba canciones tanto de sus discos solistas como de Modern Talking. Anders grabó cinco discos en inglés: Different (1989), Whispers (1991), Down On Sunset (1992), When Will I See You Again (1993) y Souled (1995) y uno en castellano: Barcos de cristal (1994). Sin embargo encontró más éxito en el mercado internacional más que en el alemán. 
Tras el retorno de Anders a Coblenza (Alemania) en 1994 ambos retomaron el contacto dando por superados los desencuentros surgido en la primera etapa de Modern Talking.

### La reunión del dúo: 1998 a 2003
La compañía discográfica Sony BMG quería publicar más música de Modern Talking. Dieter Bohlen se opuso a esa idea durante años mientras estaba al frente de Blue System. Sin embargo Bohlen finalmente en 1997 accedió a publicar un nuevo disco completamente nuevo de Modern Talking en lugar de hacerlo bajo el nombre Blue System con la intención de revivir el proyecto de Modern Talking. Contactó con Thomas Anders y ambos llegaron a un acuerdo.
A comienzos de 1998 el dúo se reunió en una segunda etapa y tuvieron su primera interpretación juntos en marzo en el programa de la cadena de televisión ZDF, y considerado uno de los más populares de Europa, Wetten, dass..?. Su primer disco de regreso, Back for Good, incluyó cuatro nuevas canciones además de todos sus anteriores hits remezclados con modernas técnicas. Alcanzó la posición número uno en Alemania durante cinco semanas consecutivas y llegó al número uno en otros 15 países acreditando ventas de seis millones de unidades. Ganaron el premio en los World Music Awards por ser la Banda Alemana Con Mejores Ventas ese año. Con este regreso de Modern Talking se realizaron nuevos videoclips, conciertos y actuaciones más sofisticadas respecto a su primera etapa. 
El disco siguiente, Alone (1999), en contraste con Back for Good, solo tenía temas nuevos. También alcanzó el número uno en Alemania y fue muy exitoso. Se lanzaron los sencillos «You Are Not Alone» y «Sexy, Sexy Lover» llegando ambos al top 20. Bohlen siguió el patrón de Modern Talking de los años 1980 de promocionar dos canciones por cada disco de nuevo.
En 2000, el año del dragón en el calendario chino, fue lanzado el disco Year of the Dragon. El primer sencillo del disco fue «China In Her Eyes», que alcanzó el Top 10. El segundo fue «Don't Take Away My Heart» que alcanzó solo el Top 50.
El décimo disco de Modern Talking fue America (2001). El primer sencillo lanzado fue «Win the Race», usado como música de fondo de la temporada de Fórmula 1, llevando el título apropiado, ganar la carrera. Llegó al quinto lugar en las listas. La segunda canción, «Last Exit to Brooklyn», llegó al #37.
Victory (2002) contenía el sencillo «Ready for the Victory» que se empleó como música de fondo para la Fórmula 1. El segundo sencillo, «Juliet», fue inspirado por la música disco de la década de 1970.
A principios de 2003 se lanzó el sencillo «TV Makes the Superstar» del disco Universe. En las letras Bohlen se refirió a su experiencia como jurado en el programa Deutschland sucht den Superstar versión alemana de Pop Idol. Sin embargo en junio del mismo año, antes del lanzamiento previsto de otro disco, Modern Talking se separó de nuevo. El 7 de junio de 2003, coincidiendo con el comienzo de la gira Universe-Tournee, Bohlen anunció durante el concierto de Rostocker frente a 25.000 personas que Modern Talking finalizaba su actividad. Una de las causas principales aducidas por Bohlen fue su participación en Deutschland sucht den Superstar y la incompatibilidad que veía en sus diferentes proyectos. Sin embargo esta nueva separación fue acompañada de una nueva controversia por unas declaraciones que Bohlen hizo sobre el cantante Thomas Anders en su autobiografía Hinter der Kulissen (Detrás de escenas). Entre otras cosas Anders fue acusado de haber usado ilegalmente dinero del fondo de la banda durante una gira por Estados Unidos en 2002. Después de un proceso judicial a mediados de 2004 el tribunal dictaminó que esas habían sido acusaciones falsas prohibiéndose su manifestación nuevamente bajo pena de una multa de 250.000 euros y hasta 6 meses de prisión para Bohlen. Por ello las sucesivas reediciones de la autobiografía de Bohlen se eliminaron esos fragmentos.
El 23 de junio de 2003 se publicó el decimotercer álbum de Modern Talking titulado The Final Album: The Ultimate Best of.... En esta ocasión se trató de un álbum de grandes éxitos, sin temas nuevos, que incluye las canciones más conocidas del grupo en las versiones originalmente estrenadas y en orden cronológico. 
En general en los 10 años de existencia del grupo se vendieron cerca de 120 millones de discos, lo que hace de Modern Talking una de las bandas más exitosas comercialmente de Alemania.

### Después de la separación en 2003
En la banda sonora de "Dieter - Der Film", lanzada el 3 de marzo de 2006, apareció «Shooting Star», una canción inédita de Modern Talking. En ella se rumorea que se utilizó trozos de la voz de Anders junto a una melodía similar. Según especulaciones, la mayor parte de la voz de Anders fue extraída de «Don't Take Away My Heart». Debido a que ya había pasado mucho tiempo de la separación de la banda, solo aparecieron los típicos coros altos, ya que Anders no estaba disponible para esta producción.
En enero de 2010, con motivo de la celebración del 25 aniversario de Modern Talking, se publicó el álbum titulado 25 Years of Disco-Pop. Contiene 32 canciones en total: 26 de ellas son canciones publicadas en el pasado por el dúo (incluyendo todos sus sencillos), una versión extendida de «In 100 Years», 3 remezclas de canciones conocidas, un nuevo mix de «Higher Than Heaven» (canción presente en el álbum Victory) y la versión completa de «Space Mix '98» (que dura 21 minutos y medio), mix oficial del dúo lanzado en 1998 y que en su primera versión apareció en el álbum Alone en una versión de 17 minutos con la omisión de 3 canciones de la versión original del mix.
Cuatro años después, con motivo del 30 aniversario, se lanzaría un álbum llamado 30: The New Best of Album!. Este álbum contiene 31 canciones en total: 20 de ellos son todos los sencillos con sonido remasterizado digitalmente, 7 nuevas versiones de canciones clásicas, 2 canciones extraídas de anteriores álbumes de recopilación, la clásica versión extendida de «You're My Heart, You're My Soul» con sonido remasterizado digitalmente y un megamix especial del 30 aniversario, conteniendo todos los sencillos en una sola canción, además de incluir las nuevas versiones de «Just We Two (Mona Lisa)» y de «Give Me Peace On Earth». Dicho megamix dura unos 35 minutos.
En 2017 se lanzaría otro nuevo álbum llamado Back for Gold. Contiene versiones completamente nuevas de «Brother Luie», «You're My Heart, You're My Soul», «Cheri Cheri Lady», «You Can Win If You Want», «Atlantis is Calling (S.O.S. for Love)» y de «Geronimo's Cadillac». Además, contiene 3 versiones diferentes del mix llamado «Modern Talking Pop Titan Megamix 2K17», las versiones originales de los 6 sencillos mencionados anteriormente, una remezcla de «Win The Race» que fue lanzado originalmente en 2001 con su respectivo sencillo, la canción «Shooting Star» y una remezcla de «Juliet», lanzado junto con su sencillo original en 2002. Cabe destacar que la versión en LP de este álbum solo contiene las nuevas versiones de los sencillos mencionados y las 3 versiones del mencionado mix.
En 2019 Bohlen lanza el álbum Dieter Feat. Bohlen. Contiene los clásicos sencillos de Modern Talking como «Brother Louie», «Atlantis is Calling (S.O.S. for Love)», «You're My Heart, You're My Soul», «Cheri Cheri Lady» completamente regrabados con la voz de Bohlen.

## Éxito y críticas
Modern Talking tuvo éxito especialmente en Europa, Asia, América Latina, Australia y algunos países africanos. En Estados Unidos nunca aparecieron en las listas ya que nunca editaron un disco en ese país, aunque a veces hacían apariciones para inmigrantes europeos. 
Durante su época activa los críticos musicales no fueron en general benevolentes con Modern Talking valorando a la banda, por su música y su aspecto, casi únicamente con críticas negativas. Aunque en algunas obtuvieron reconocimiento por su labor en la producción profesional o lo pegadizo de sus composiciones, fue la originalidad lo más representativo, siendo, según la crítica, mejor que las bandas británicas Pet Shop Boys y Erasure quienes se acercaban al sonido de Modern Talking.
Hay una variedad de remixes diferentes y versiones cover de las canciones de Modern Talking en diferentes idiomas y estilos musicales. Sirva como ejemplo la versión orquestal de James Last de «You're My Heart, You're My Soul».

## Música
Dieter Bohlen siempre contó con la ayuda de Luis Rodriguez y Ralf Stemmann para la composición de las canciones de Modern Talking. La primera inspiración de Bohlen fue un éxito "disco funk" del grupo Fox The Fox. Luis Rodriguez se encargó por inspiración propia de volver esta versión única al añadirle un intro que caracterizaría el resto de canciones de Modern Talking. Las canciones también recibieron influencias del Italo disco que empezaba a ser popular en Europa. Después de la reunión de 1998, Bohlen produjo algunas canciones de estilo eurodance en sus álbumes partiendo del álbum Alone (1999), canciones basadas en éxitos pop contemporáneos, copiando la métrica y el ritmo y en algunos casos hasta la melodía y también recibiendo influencias del Schlager-fox que es la versión disco folclórica alemana, música muy popular dentro de Alemania.
La mayoría de las canciones, como por ejemplo «Brother Louie», se basan en una constante de tambor en un mismo patrón y bajo. Existen también interjecciones de piano, y ritmos de sintetizador. En «You're My Heart, You're My Soul», por ejemplo, se registran acordes cambiantes rápidamente en 16 tiempos y 8 tiempos. Añadido a esto, «Geronimo's Cadillac», muestra guitarra eléctrica y riff de sintetizador.
A menudo se le debe a Dieter Bohlen el usar en canciones de Modern Talking un sonido de un pop convencional así como también el uso del modelo Punk rock "de tres acordes". La mayoría de las canciones se basan en un mínimo de seis cuerdas, y especialmente en los primeros éxitos de Modern Talking que, en su mayoría, se usaban menos acordes en primer plano. La mayoría de las canciones están compuestas en compases de 4/3 de ciclo, sin embargo, algunas canciones se basan en 3/4 o 6/8, como en «Win the Race», donde se emplearon ritmos shuffle.
Durante su segunda etapa adaptaron su sonido de acuerdo a la moda pop de la época, motivados principalmente por el eurodance, estilo muy popular en los años 1990.
En 1986 la única balada lanzada como sencillo, «Give Me Peace on Earth», no obtuvo comparativamente tanto éxito como sus canciones coetáneas, por lo que el grupo se decidió no publicar más una balada como sencillo.

### Vocal
Para las voces, aparte de Thomas Anders quien sería la voz principal, Bohlen contrató al famoso coro de Hamburgo encabezado por Rolf Köhler junto a sus amigos y colegas Detlef Wiedeke, Michael Scholz y Birger Corleis, famosos por haber trabajado en diferentes bandas nacionales e internacionales, incluyendo algunos comerciales de televisión. Fue Rolf quien tras ensayar otras posibilidades, tuvo la idea de incluir en Modern Talking unos coros a lo Bee Gees. Dichos coros acompañarían la voz en la estrofa de Thomas Anders. Y juntos lograrían hacer perfectas armonías vocales en cada canción. El falsete desarrollado por Rolf Köhler llegaría a convertirse en el sello característico que diferencia a Modern Talking de otras bandas del mismo género.
Dieter Bohlen no cantaba en Modern Talking, sin embargo su voz puede escucharse en las estrofas de «There's Too Much Blue in Missing You», mientras que la voz principal estuvo a cargo del cantante Birger Corleis. La voz de Bohlen también se escucha en la canción «Who Will Save the World», en la cual responde esporádicamente a las partes de Thomas Anders.

### Textos
Bohlen contó su versión personal de como creó «You're My Heart, You're My Soul» en su autobiografía: "Admito que no sabía que sería un éxito en todo el mundo, pero sólo me tomó medio minuto escribir la letra. La música toma más tiempo. Establecer a Thomas como el cantante del grupo fue similar". Es conocido también que las canciones no fueron realmente escritas por Bohlen, sino que recibió la ayuda de varias personas, principalmente de Geff Harrison, quien también lo ayudó en la tarea de adaptar los textos al inglés debido a que Dieter no se manejaba muy bien con el idioma. 
Algunas veces, contienen pequeñas historias (como «Brother Louie»), en las que colaboraba el coproductor Luis Rodríguez. La letra de las canciones resaltaba por un "amor en gran medida" («Cheri, Cheri Lady», «Querida, Querida Dama») o "los beneficios" («Win the Race»: «Ganar la carrera»; «You Can Win if You Want»: «Puedes triunfar si quieres»).

### Videos musicales
Los vídeos musicales de Modern Talking en la década de 1980 estuvieron dominados por la niebla, luces de colores y formas geométricas claras, tales como esferas, cuboides, pirámides, etc. Una característica especial del vídeo musical de «Brother Louie» es que fueron tomadas escenas de la película Érase una vez en América para rellenar el video, debido a que los extras contratados no acudieron a la grabación del mismo.
Los vídeos musicales producidos después de la segunda reunión de la banda, mostraron bailarines, escenas animadas por computador, y fueron significativamente más caros y difíciles.

## Medios de comunicación
Modern Talking aparecía con frecuencia en los medios de comunicación. En parte, por esto tuvieron el gran éxito, pero en parte también a la cobertura de los medios de comunicación de los dos miembros. Así, Dieter Bohlen recientemente alcanzó una gran popularidad a través de participación como jurado del exitoso programa de televisión Deutschland sucht den Superstar y Thomas Anders como presentador del programa de música Best of Formel Eins.
Modern Talking estaban constantemente expuestos a los ataques por su música, que derivaron en numerosas parodias. Una popular parodia fue por la cadena de Thomas Anders que decía NORA (un regalo de amor y testimonio de su exesposa Nora Balling), que en realidad era muy grande y muy visible, por lo que fue caricaturizado con parodias de gran tamaño. Dieter Bohlen respondió a las bromas de la siguiente manera: "Estas personas sólo pueden hacer bromas sobre alguien que conocen bien, todo el mundo sabe lo mismo sobre Modern Talking".
En el ranking elaborado en el programa de televisión Unsere Besten zum Thema Die größten Musikstars (Lo mejor de las mayores estrellas de la música de todos los tiempos), emitido por ZDF, fueron ubicados en la posición 13.

## Carrera como solistas
Dieter Bohlen también trabajó con otros artistas mientras Modern Talking existía, algunos de ellos como Chris Norman de Smokie cuya canción «Midnight Lady» (1986) permanece como la composición más popular de Bohlen. Escribió un gran número de canciones disco para C.C.Catch (House of Mystic Lights) usando un acelerado y menos romántico sonido. Algunas de las canciones en inglés de Bohlen como «You're My Heart, You're My Soul» fueron también grabadas con letra en alemán por Mary Roos usando las mismas pistas instrumentales. 
Cuando Modern Talking se separó en diciembre de 1987, un número de canciones escritas para el último disco fueron movidas al primer disco de Blue System, proyecto solista de Dieter Bohlen, el que apareció casi al mismo tiempo, junto a su primer sencillo solista «Sorry Little Sarah». El proyecto solista de Bohlen fue llamado Blue System, en el que estaba él, el coproductor de Modern Talking Luis Rodríguez y los cantantes, Rolf Köhler (su segunda voz), y también Michael Scholz y Detlef Wiedeke.
En 2006 Bohlen incluyó un mensaje secreto en su canción «Bizarre Bizarre» que al ser reproducida en sentido inverso decía: "Es gibt Nie ein ende von Modern Talking" ("Nunca habrá un fin a Modern Talking"). Sin embargo Bohlen dijo: "Quería decir que la música de Modern Talking vivirá por siempre".
Anders dejó las canciones de Modern Talking en su repertorio y produjo canciones en ritmo similar para sus canciones solistas, como «Independent Girl». En 2006 produjo el disco Songs Forever con versiones swing y jazz de canciones populares (incluyendo el primer éxito de Modern Talking). 
Bohlen escribió dos libros autobiográficos, uno de los cuales detalló la historia de Modern Talking desde su perspectiva, y vendió un millón de copias en Alemania. La secuela fue altamente criticada por descalificaciones a las personas que trabajaron con él. Como resultado, se alejó del público por un año hasta 2006, cuando dijo que lanzaría un segundo libro. Anders no fue el único en poner cargos en contra de Bohlen y demandando que secciones del libro deberían ser modificadas. Frank Farian su rival de años, lanzó un libro en el que trató de exponer a Bohlen como un fraude, pero no fue tomado en serio a pesar de contar con varias verdades.
Los cantantes Rolf Köhler, Michael Scholz y Detlef Wiedeke por su parte también iniciaron su carrera independiente conformando la banda Systems In Blue, la cual es la única que continua siguiendo el sonido original de Modern Talking y Blue System, una producción con el cantante Mark Ashley, «Heartbreak Boulevard» fue considerada el Modern Talking del 2008 y su trabajo junto al productor neerlandés Karel Post y el israelí Itamar Moraz, recrean perfectamente los sonidos de Modern Talking. 
Luis Rodriguez continuó produciendo independientemente, teniendo varios hits de éxito para otros artistas. 
Ralf Stemmann migró a Estados Unidos y también cosechó numerosos éxitos ganando incluso el premio Grammy de la música latina en varias oportunidades.

## Discografía

### Álbumes
- 1985, 2020 (relanzamiento) – The 1st Album
- 1985, 2020 (relanzamiento) – Let's Talk About Love
- 1986, 2021 (relanzamiento) – Ready for Romance
- 1986, 2021 (relanzamiento) – In the Middle of Nowhere
- 1987, 2021 (relanzamiento) – Romantic Warriors
- 1987, 2021 (relanzamiento) – In the Garden of Venus
- 1998, 2022 (relanzamiento) – Back for Good
- 1999, 2022 (relanzamiento) – Alone
- 2000 – Year Of The Dragon
- 2001 – America
- 2002 – Victory
- 2003 – Universe
- 2003 – The Final Album
- 2017 – Back for Gold

### EP
- 1985 – You're My Heart, You're My Soul (AMIGA, 5 56 119, vinilo de 7" a 45 RPM, Alemania Oriental)

1. You're My Heart, You're My Soul
2. Lucky Guy
3. You Can Win if You Want
4. Diamonds Never Made a Lady

- 1986 – Let's Talk About Love (AMIGA, 5 56 138, vinilo de 7" a 45 RPM, Alemania Oriental)

1. Brother Louie
2. Let's Talk About Love
3. Cheri Cheri Lady
4. With a Little Love

- 1986 – Special Dance Versions (Hansa, 602157-213, vinilo de 8" a 33⅓ RPM, Hong Kong)

1. Brother Louie (Special Long Version)
2. Cheri Cheri Lady (Special Dance Version)
3. You Can Win If You Want (Special Dance Version)
4. You're My Heart, You're My Soul (Versión extendida)

- 2000 – CD 2000 (Hansa, CD, Alemania)

1. You're My Heart, You're My Soul (Ballad Version)
2. Mandy
3. China in Her Eyes
4. Girl Out of My Dreams
5. Cryin' in the Night
6. Text For Your Answering Machine (German/Female)
7. Text For Your Answering Machine (German/Male)
8. Text For Your Answering Machine (English)

- 2001 – CD 2001 (Hansa, CD, Alemania)

1. If I Can't Have You
2. Cry for You
3. Love is Like a Rainbow (Demo Version)
4. I Need You Now (Demo Version)
5. SMS to My Heart (Live)
6. Win The Race (A capela Remix)

### Sencillos
- 1984, 2022 (relanzamiento) – You're My Heart, You're My Soul
- 1985, 2022 (relanzamiento) – You Can Win If You Want
- 1985 – There's Too Much Blue in Missing You (solo en Australia)
- 1985, 2022 (relanzamiento) – Cheri Cheri Lady
- 1985 – You're the Lady of My Heart (solo en Sudáfrica)
- 1986, 2023 (relanzamiento) – Brother Louie
- 1986, 2023 (relanzamiento) – Atlantis Is Calling (S.O.S. for Love)
- 1986 – Keep Love Alive (solo en Portugal)
- 1986, 2023 (relanzamiento) – Geronimo's Cadillac
- 1986, 2023 (relanzamiento) – Give Me Peace On Earth
- 1987 (solo en España y Filipinas), 2023 (en toda Europa) – Lonely Tears In Chinatown
- 1987, 2023 (relanzamiento) – Jet Airliner
- 1987 (solo en España), 2023 (en toda Europa) – Don't Worry
- 1987 – You And Me (solo en Sudáfrica)
- 1987, 2023 (relanzamiento) – In 100 Years
- 1987 (solo en Dinamarca), 2022 (en toda Europa) – It's Christmas
- 1988 – Locomotion Tango (solo en Polonia y Dinamarca)
- 1998, 2023 (relanzamiento) – You're My Heart, You're My Soul '98
- 1998, 2023 (relanzamiento) – Brother Louie '98
- 1998 – I Will Follow You (solo en Tailandia)
- 1998 – Cheri Cheri Lady '98 (solo en Argentina)
- 1998, 2023 (relanzamiento) – Space Mix + We Take the Chance
- 1999 – Brother Louie '99 (solo en Reino Unido)
- 1999 – You Are Not Alone
- 1999 – Sexy, Sexy Lover
- 1999 – Don't Let Me Down (solo en Tailandia)
- 2000 – China In Her Eyes
- 2000 – Don't Take Away My Heart
- 2001 – Win the Race
- 2001 – Last Exit to Brooklyn
- 2002 – Ready for the Victory
- 2002 – Juliet
- 2003 – TV Makes the Superstar
- 2014 – Brother Louie (Bassflow 3.0 Single Mix)
- 2014 – Give Me Peace On Earth (New Hit Version)
- 2017 – You're My Heart, You're My Soul (New Version 2017)

### Vídeos Musicales
- 1984 – You're My Heart, You're My Soul
- 1985 – You Can Win If You Want
- 1985 – Cheri Cheri Lady
- 1986 – Brother Louie
- 1986 – Atlantis Is Calling (S.O.S. for Love)
- 1986 – Geronimo's Cadillac
- 1986 – Give Me Peace On Earth
- 1987 – Jet Airliner
- 1987 – In 100 Years
- 1998 – You're My Heart, You're My Soul '98
- 1998 – Brother Louie '98
- 1999 – You Are Not Alone
- 1999 – Sexy, Sexy Lover
- 2000 – China In Her Eyes
- 2000 – Don't Take Away My Heart
- 2001 – Win the Race
- 2001 – Last Exit to Brooklyn
- 2002 – Ready for the Victory
- 2002 – Juliet
- 2003 – TV Makes the Superstar
- 2014 – Brother Louie (Bassflow 3.0 Single Mix)
- 2017 – You're My Heart, You're My Soul (New Version 2017)

### Recopilatorios
- 1986 – The Compact Collection (solo en Filipinas, Kong Kong y Alemania Occidental)
- 1986 – Special Extended Version (solo en Taiwán)
- 1986 – Keep Love Alive (solo en Portugal)
- 1986 (solo en Singapur y Malasia), 2012 (relanzamiento con una diferente lista de canciones para Alemania) – Best Of (solo en Singapur y Malasia)
- 1987 – The Singles Collection (solo en Sudáfrica)
- 1987 – The Modern Talking Story (también llamado "The Collection" en los relanzamientos de 1991 y posteriores)
- 1987 – Best Of (16 Superhits. The Superhits Of Modern Talking) (solo en Alemania Occidental, Austria y Suiza)
- 1988, 2002 (relanzamiento con una diferente lista de canciones para Alemania, Rusia y Ucrania) – Romantic Dreams
- 1988 – The Maxi Album (solo en Sudáfrica)
- 1988 – You're My Heart, You're My Soul'
- 1988 – Hits, Hits, Hits (solo en Taiwán)
- 1988 – Greatest Hits Mix (solo en España, Portugal y Brasil)'
- 1988 – The Very Best Of Modern Talking Vol. 2 (solo en Indonesia)
- 1988, 2001 (relanzamiento con una diferente lista de canciones) – The Very Best Of Modern Talking
- 1989 – The Greatest Hits Of Modern Talking (solo en Alemania Occidental, Países Bajos y Sudáfrica)
- 1989 – Hey You (solo en Alemania Occidental)
- 1989 – Modern Talking (solo en Alemania Occidental)
- 1991 – You Can Win, If You Want
- 1992 – Greatest Hits (solo en Corea del Sur)
- 2001 – Selected Singles '85-'98 (solo en Alemania)
- 2002 – We Still Have Dreams (solo en Alemania)
- 2002 (solo en Hong Kong), 2003 (solo en Taiwán) – Best Of Modern Talking (en Taiwán, el álbum fue lanzado bajo el nombre de "Let's Talking!...Best Of")
- 2002 – The Golden Years
- 2002 – Les Essentiels (solo en Francia)
- 2003 – The Greatest Hits 1984~2002 (solo en Corea del Sur)
- 2003 – The Final Album - The Ultimate Best Of
- 2004 – Nur Das Beste - Die Hits Der 80er (solo en Alemania)
- 2005 – Best Of The Best
- 2007 – Remix Album
- 2005 – The Best Of (solo en Dinamarca)
- 2005 – Remixes (solo en Rusia y Ucrania)
- 2006 – Die Grossen Erfolge 1999 - 2003 - Folge 2 (solo en Alemania)
- 2007 – The Hits
- 2007 (solo en Alemania), 2012 (solo en Austria) – Goldstücke - Die Größten Hits Und Erfolge (en Austria, el álbum fue lanzado bajo el nombre de "The Best Of")
- 2007 – Remixes • 2 (solo en Rusia y Ucrania)
- 2007 – The Super Best Hits (solo en Malasia)
- 2008 – All The Best From Modern Talking - The Definitive Collection
- 2008 – Hit Collection
- 2008 – 2 In 1 Modern Talking
- 2008 – Диско 80-х, Vol.1 (solo en Rusia)
- 2008 – Диско 80-х 2 (solo en Rusia)
- 2009 – Flashback - I Grandi Successi Originali (solo en Italia)
- 2009 – Hits Intemporels (solo en Bélgica)
- 2010 (solo en Alemania), 2013 (en toda Europa) – The 80s Hit Box (para Europa, el álbum fue lanzado bajo el nombre de "Original 80s - The Hit Decade")
- 2010 – Das Nummer 1 Album! (solo en Alemania)
- 2010 – Die Grossen Erfolge (solo en Alemania)
- 2011 – Der Hit-Mix
- 2011 – Original Album Classics
- 2011 – Hits & Raritäten
- 2011 – Let's Talk About Love (solo en Irán)
- 2011 – In The Garden Of Venus (solo en Irán)
- 2011 – Peace On Earth - Winter In My Heart (solo en Alemania y Rusia)
- 2011 – 14 Great Hits (solo en Sudáfrica)
- 2013 – Heart And Soul (The Best Of) (solo en Italia)
- 2014 – The Hit Mixes
- 2014 – Radio Zet - Gold (solo en Polonia)
- 2014 – No.1 Edition Formel Eins
- 2015 – 30 - The Original Album Versions 1985 (The First Album + The Second Album) (solo en Alemania)
- 2015 – Special Hit Edition (solo en Alemania)
- 2016 – Die Erfolgreichsten Hits (solo en Alemania)
- 2017 – Ready For The Mix (lanzado solo para Polonia y Rusia, aunque en este último, el álbum fue lanzado dos años más tarde bajo el nombre de "Ready For The Mix (1984-2003: Special Fan Edition)". Esta versión también fue lanzado en Polonia en el mismo año de lanzamiento que la versión original)
- 2017 – Die Mega Hits
- 2019 – Maxi & Singles Collection (Dieter Bohlen Edition) (solo en Alemania)
- 2020 – Die Grosse Hit-Edition
- 2023 – Golden Melodies (solo en Hong Kong)

### Canciones Inéditas
- 2000 – You're My Heart, You're My Soul (Ballad Version)
- 2000 – Cryin' In the Night
- 2001 – If I Can't Have You
- 2001 – Cry For You
- 2001 – Deeper
- 2001 – Love 2 Love
- 2001 – My Declaration of Love
- 2002 – Christmas Lubally
- 2002 – Down On My Knees
- 2006 – Shooting Star

## Premios
- 1985 Bravo Otto - Mejor Grupo, Premio de Oro[47]
- 1985 Formel-Eins -Auszeichnung – Nr.-1-Hit "You're My Heart, You're My Soul"
- 1985 Formel-Eins-Auszeichnung – Nr.-1-Hit "You Can Win If You Want"
- 1985 Formel-Eins-Auszeichnung – Nr.-1-Hit "Cheri Cheri Lady"
- 1986 BRAVO Otto – Mejor grupo, Silver Award[48]
- 1986 Goldener Löwe, Mejor Grupo del Año
- 1986 Formel-Eins-Auszeichnung – Nr.-1-Hit "Brother Louie"
- 1986 Formel-Eins-Auszeichnung – Nr.-1-Hit "Atlantis is Calling"
- 1988-1989 Thomas Anders (sin D. Bohlen) Antorcha de Plata Festival de Viña del Mar ( Chile)
- 1998 VIVA Comet – Lifetime Achievement Award
- 1998 Bambi, Regreso del año[49]
- 1998 Goldene Europa, Regreso del año
- 1999 Goldene Kamera, Regreso del año[50]
- 1999 Echo -Preis, Nominado Mejor Sencillo Rock/Pop Nacional
- 1999 Echo-Preis, Grupo Nacional / Rock-Pop[51]
- 1999 Radio Regenbogen Award, Regreso del Año
- 1999 World Music Awards, Grupo Alemán Más Vendido del Mundo
- 1999 Record-99 Award, Premio de Ventas
- 2000 Amadeus Austrian Music Award, Nominado a Mejor Grupo Rock Pop
- 2000 Echo-Preis, Grupo Nacional Rock-Pop, Nominado a Grupo International
- 2001 Echo-Preis, Nominado Grupo Rock-Pop Nacional
- 2001 Top of the Pops Award, Top Artist Germany
- 2002 Echo-Preis, Nominado Grupo de Rock-Pop Nacional